# Лејк Самерсет (Илиноис)
Лејк Самерсет (енгл. Lake Summerset) насељено је место без административног статуса у америчкој савезној држави Илиноис.

## Демографија
По попису из 2010. године број становника је 2.048, што је 13 (-0,6%) становника мање него 2000. године.
| Група             | 2000.         | 2010.         |
| Белци             | 2.026 (98,3%) | 1.926 (94,0%) |
| Афроамериканци    | 5 (0,2%)      | 21 (1,0%)     |
| Азијати           | 4 (0,2%)      | 9 (0,4%)      |
| Хиспаноамериканци | 14 (0,7%)     | 72 (3,5%)     |
| Укупно            | 2.061         | 2.048         |